# محمد الصالح
محمد الصالح لاعب كرة قدم سعودي، يلعب كمدافع في نادي الصفا.